# Pilpichaca (distrito)
Pilpichaca é um distrito do Peru, departamento de Huancavelica, localizada na província de Huaytará.

## Transporte
O distrito de Pilpichaca é servido pela seguinte rodovia:
- HV-118, que liga a cidade de Santiago de Chocorvos ao distrito de Ayaví
- HV-121, que liga a cidade de Santiago de Quirahuara ao distrito
- HV-122, que liga a cidade de Santiago de Chocorvos ao distrito de San Francisco de Sangayaico
- HV-116, que liga a cidade de Lircay ao distrito
- PE-28E, que liga as rodovias PE-28A e PE-28D
- PE-28A, que liga o distrito de Ayacucho (Região de Ayacucho) à cidade de San Clemente (Região de Ica)
- PE-28D, que liga o distrito de Huancano (Região de Ica) à cidade de Huancavelica (Região de Huancavelica) [1][2][3]